# 周颐
周颐（1914年—2013年1月19日），曾用名周继颐，男，山西夏县人，中华人民共和国政治人物。

## 生平
早年入学武汉大学，参加学生运动。后奔赴延安，担任中央青委青训班指导员、教导员，晋绥分局组织部秘书，晋绥边区行署总支书记、干部科科长，晋绥分局秘书处处长。中华人民共和国成立后，担任川西区党委副秘书长兼省档案局局长，后担任成都市委第二书记，重庆市委书记，内江地委第一书记，升任四川省委、省革委副秘书长，省委秘书长兼党史办主任，四川省政协副主席。
2013年1月19日在成都逝世，享年99岁。